# Barylypa amabilis
Barylypa amabilis là một loài tò vò trong họ Ichneumonidae.